# GS Caltex Seoul KIXX
GS Caltex Seoul KIXX – żeński zespół piłki siatkowej, występujący w rozgrywkach tej dyscypliny w Korei Południowej. Klub założony został w Seulu w 1970 roku. 

## Osiągnięcia
Klubowe Mistrzostwa Azji:
- 1999

Puchar KOVO:
- 2007, 2012, 2017

Mistrzostwa Korei Południowej:
- 2007-08, 2013-14, 2020-21
- 2008-09, 2012-13
- 2009-10, 2018-19

## Obcokrajowcy w zespole
| Lata gry            | Imię i nazwisko       | Pozycja                |
| ------------------- | --------------------- | ---------------------- |
| 2023-               | Gyselle Silva         | atakująca              |
| 2021-2023           | Laetitia Moma Bassoko | atakująca              |
| 2019-2021           | Merete Lutz           | atakująca              |
| 2018-2019           | Aliona Martiniuc      | atakująca              |
| 2017-2018           | Fatou Niane Diouck    | atakująca              |
| 2016-2017           | Alexa Gray            | przyjmująca            |
| 2015                | Haley Eckerman        | przyjmująca            |
| 2014-2015           | Sarah Pavan           | atakująca              |
| 2011-2012           | Tereza Rossi          | atakująca              |
| 2011-2012           | Rebecca Perry         | atakująca, przyjmująca |
| 2011                | Sanja Popović         | atakująca              |
| 2009-2010           | Destinee Hooker       | atakująca              |
| 2009-2010           | Lisvel Eve-Castillo   | środkowa, przyjmująca  |
| 2008-2009 2012-2014 | Bethania de la Cruz   | przyjmująca            |